# Embelia arfakensis
Embelia arfakensis är en viveväxtart som beskrevs av Kanehira och Hatusima. Embelia arfakensis ingår i släktet Embelia och familjen viveväxter. Inga underarter finns listade i Catalogue of Life.